# マイムナ・ドゥクレ
マイムナ・ドゥクレ（Maïmouna Doucouré、[ma.i.mu.na du.ku.ʁe]、1985年 - ）は、セネガル系フランス人の映画監督、脚本家。彼女は2020年の『キューティーズ!』で長編映画監督としてデビューした。

## 経歴
ドゥクレは、パリでセネガル出身の両親の下に生まれ育ち、パリ第6大学で生物学のライセンスを取得して卒業した。